# Messaoud Ould Boulkheir
Messaoud Ould Boulkheir, né en 1943, est un homme politique mauritanien.
En 1984, sous la présidence de Maaouiya Ould Sid'Ahmed Taya, il devient ministre du Développement rural.
Candidat à l’élection présidentielle de 2007 et chef de l'Alliance populaire progressiste (en) (APP), il est élu président de l'Assemblée nationale le 26 avril 2007.
Candidat présenté par le Front national pour la défense de la démocratie, Messaoud Ould Boulkheir termine deuxième de l'élection présidentielle de 2009, avec 16,3 % des voix. L'élection présidentielle est remportée dès le premier tour par Mohamed Ould Abdel Aziz avec 52,6 % des voix.  